# Western United FC (Salomonseilanden)
Western United FC is een voetbalclub uit Honiara op de Salomonseilanden.

## Erelijst
| Nationaal                 |    |         |
| Kampioen Salomonseilanden | 1x | 2014/15 |